# Argumienty i fakty
Argumienty i fakty (ros. Аргументы и факты, w skrócie АиФ) – rosyjski tygodnik, ukazujący się od stycznia 1978 roku; na początku zakres jego tematyki ograniczał się do analiz wydarzeń, statystyk i cyfr, które rzadko pojawiały się w oficjalnej prasie, dziś uważany jest za tabloid.
W latach 1978–1979, Argumienty i fakty ukazywały się co miesiąc, 1980 – marzec 1982 – co dwa tygodnie, a od marca 1982 ukazują się co tydzień w środę.
W maju 1990 AiF trafiły do Księgi rekordów Guinnessa za największy nakład w historii – 33,3 mln egzemplarzy. Według TNS Gallup Media liczba czytelników jednego numeru w Rosji to 7146 tys. Do dziś jest największą pod względem nakładu gazetą w Rosji (ok. 3 mln egzemplarzy). Od 1997 gazeta ma swoje wydanie internetowe. Czytelnicy tygodnika to mieszkańcy 60 państw m.in. USA, Japonii i Tajlandii. Zagraniczny nakład gazety to 609 970 egzemplarzy.
Siedziba pisma znajduje się w Moskwie. Redaktorem naczelnym jest Nikołaj Ziat´kow.